# Birutė Vėsaitė
Birutė Vėsaitė (ur. 19 sierpnia 1951 w Kownie) – litewska polityk, inżynier, działaczka samorządowa, posłanka na Sejm Republiki Litewskiej, od 2012 do 2013 minister gospodarki w rządzie Algirdasa Butkevičiusa.

## Życiorys
W 1967 ukończyła szkołę średnią, w 1974 została absolwentką chemii w Instytucie Politechnicznym w Kownie. W 1981 ukończyła anglistykę na Uniwersytecie Wileńskim. W 1983 uzyskała stopień doktora nauk technicznych. W latach 1974–1984 pracowała w Kownie w przemyśle włókienniczym jako inżynier. Następnie do 2000 związana z Litewską Akademią Weterynarii jako asystent i następnie docent.
W 1990 wstąpiła do Litewskiej Partii Socjaldemokratycznej. W 1994 współtworzyła miejskie centrum doradcze dla kobiet poszukujących zatrudnienia, była konsultantką Międzynarodowej Organizacji Pracy. Od 1997 do 2000 zasiadała w radzie miejskiej swojej rodzinnej miejscowości.
W wyborach parlamentarnych z 2000 Birutė Vėsaitė po raz pierwszy została wybrana do Sejmu. Pełniła funkcję obserwatora w Parlamencie Europejskim, a po akcesie Litwy do Unii Europejskiej formalnie od maja do lipca 2004 sprawowała mandat eurodeputowanej V kadencji. W wyborach krajowych w tym samym roku i w 2008 uzyskiwała poselską reelekcję. W 2012 z listy krajowej socjaldemokratów została wybrana na czwartą z rzędu kadencję.
13 grudnia 2012 rozpoczęła urzędowanie jako minister gospodarki w rządzie Algirdasa Butkevičiusa. Została zdymisjonowana z dniem 3 czerwca 2013 po tym, jak ujawniono, że na oficjalną wizytę do Kazachstanu udała się samolotem wyczarterowanym od prywatnego przedsiębiorstwa prowadzącego równocześnie negocjacje z jej resortem w sprawie zarządzania strefą gospodarczą. W 2016 znalazła się poza parlamentem. Powróciła do niego w wyniku wyborów w 2024.